# Trygve Johannessen
Trygve Johannessen (ur. 11 stycznia 1953) – norweski piłkarz występujący na pozycji napastnika. Trener piłkarski. 

## Kariera klubowa
Johannessen karierę rozpoczynał w amatorskim zespole Florvåg. W 1974 roku przeszedł do pierwszoligowego Vikinga. Z klubem tym zdobył trzy mistrzostwa Norwegii (1974, 1975, 1979) oraz Puchar Norwegii (1979). W sezonie 1977 z 17 bramkami na koncie został królem strzelców ligi norweskiej.
W 1981 roku odszedł do trzecioligowego Vidara, ale w 1982 roku wrócił do Vikinga i w sezonie 1982 wywalczył z nim czwarte mistrzostwo Norwegii, a także po raz drugi został królem strzelców. Po tych sukcesach ponownie odszedł do Vidara, gdzie występował przez dwa sezony. Sezon 1985 spędził w pierwszoligowym SK Brann, a potem zakończył karierę.

## Kariera reprezentacyjna
W reprezentacji Norwegii Johannessen zadebiutował 24 września 1975 w przegranym 0:4 meczu eliminacji Letnich Igrzysk Olimpijskich 1976 z ZSRR. Jednocześnie było to jedyne spotkanie rozegrane przez niego w drużynie narodowej.